# تانورو ایشیدا
تانورو ایشیدا (به انگلیسی: Tanroh Ishida) بازیگر ژاپنی است.
از فیلم‌های معروف او می‌توان به بازی در فیلم مرد راه‌آهن اشاره کرد.